# Gare d’Épierre – Saint-Léger
Gare d'Épierre - Saint-Léger – przystanek kolejowy w Épierre, w departamencie Sabaudia, w regionie Owernia-Rodan-Alpy, we Francji. 
Jest przystankiem kolejowym Société nationale des chemins de fer français (SNCF), obsługiwanym przez pociągi TGV i TER Rhône-Alpes. 

## Położenie
Znajduje się na wysokości 369 m n.p.m., na km 185,364, pomiędzy stacjami Aiguebelle i Saint-Avre - La Chambre.